# فرقة بانزرجرينادير الخامسة والعشرون (الفيرماخت)
فرقة بانزرجرينادير الخامسة والعشرون كانت وحدة عسكرية للفيرماخت الألماني. أعيد تصنيفها لاحقًا إلى فرقة المشاة الخامسة والعشرين (م.)، وفي يونيو 1943 إلى فرقة بانزر غرينادير الخامسة والعشرين.
خاضت فرقة بانزرجرينادير 25 الحرب في القطاع المركزي للجبهة الشرقية من يونيو 1943 إلى يوليو 1944. تم تدميرها في الحصار شرق مينسك وتم إصلاحها في أكتوبر 1944. ثم قاتلت في أوروبا الغربية بين أكتوبر 1944 ويناير 1945 وفي شرق ألمانيا يناير إلى مايو 1945. استسلم معظم الناجين من الفرقة للحلفاء الغربيين.

## التاريخ

### معركة فرنسا والجبهة الشرقية
تم تشكيل الفرقة الخامسة والعشرون في الأصل كوحدة مشاة، وتم تعيينها فرقة مشاة 25 وتتكون من أفراد Swabian وBavarian. شاركت في الحملة البولندية ومعركة فرنسا. في أواخر عام 1940 ، أعيد تنظيمها باعتبارها فرقة المشاة الخامسة والعشرين الآلية وشاركت في عملية بربروسا، غزو الاتحاد السوفياتي، في يونيو 1941. تم إرفاقها بمجموعة الجيوش الوسطى وحاربت في الاتحاد السوفييتي لمدة عامين قبل إعادة تنظيمها كفرقة بانزرجريندير الخامسة والعشرين في يونيو 1943. بعد عام آخر من القتال العنيف، تم تدمير الفرقة تقريبًا بالقرب من مينسك خلال عملية باجراتيون السوفيتية في صيف عام 1944؛ أعيد تنظيم الناجين في منطقة التدريب في ميلاو (في بولندا الحديثة) باسم لواء بانزر 107.

## القادة
- جينيرال لوتنانت كريستيان هانسن (6 أكتوبر 1936 - 15 أكتوبر 1939)
- جينيرال لوتنانت Erich-Heinrich Clößner (15 أكتوبر 1939 - 15 يناير 1942)
- جينيرال مايجور سيغفريد هنريسي (15 يناير - 4 فبراير 1942)
- الجنرال دير إينفانتيري، أنطون جراسر (4 فبراير 1942 - 5 نوفمبر 1943)
- جينيرال لوتنانت د. فريتز بينيك (5 نوفمبر 1943 - 4 مارس 1944)
- جينيرال لوتنانت Paul Schürmann (4 مارس 1944 - يوليو 1944)
- جينيرال لوتنانت Paul Schürmann (أكتوبر 1944 - 10 فبراير 1945)
- جينيرال لوتنانت أرنولد بورميستر (10 فبراير 1945 - 8 مايو 1945) [1]